# مسابقات جهانی ژیمناستیک ریتمیک ۲۰۱۳
مسابقات جهانی ژیمناستیک ریتمیک ۲۰۱۳ سی و دومین دوره مسابقات جهانی ژیمناستیک ریتمیک است که در کی‌یف، اوکراین از ۲۸ آگوست تا ۱ سپتامبر ۲۰۱۳ میلادی برگزار شده است.

## جدول مدال‌ها
| رتبه  | کشور    | طلا | نقره | برنز | مجموع |
| 1     | روسیه   | ۶   | ۲    | ۲    | ۱۰    |
| 2     | اوکراین | ۱   | ۲    | ۲    | ۵     |
| 3     | بلاروس  | ۱   | ۱    | ۳    | ۵     |
| 4     | اسپانیا | ۱   | ۰    | ۱    | ۲     |
| 5     | ایتالیا | ۰   | ۲    | ۰    | ۲     |
| مجموع | مجموع   | ۹   | ۷    | ۸    | ۲۴    |